# Glago's Guest
Glago's Guest è un cortometraggio prodotto dai Walt Disney Animation Studios nel 2008 e diretto da Chris Williams, esordiente alla regia ma già collaboratore alla storia dei film Disney Mulan e Le follie dell'imperatore. Il corto è animato in CGI.

## Distribuzione
Lo stesso Chris Williams è il regista del lungometraggio d'animazione a cui questo corto doveva essere abbinato, Bolt - Un eroe a quattro zampe. In seguito la distribuzione nei cinema è stata rinviata a data da destinarsi.
Il cortometraggio verrà distribuito anche in formato Disney Digital 3-D nelle sale attrezzate per la proiezione digitale tridimensionale.
Il cortometraggio è stato presentato in anteprima al "Festival internazionale dei film d'animazione" di Annecy, in Francia, insieme al cortometraggio Pixar Presto.
La colonna sonora è composta da Jon Brion, il compositore delle musiche di, fra gli altri, Magnolia e Se mi lasci ti cancello.
Il cortometraggio presenta numerose caratteristiche tecniche innovative nel campo della CGI, come la particolare animazione degli alieni, la creazione e la gestione di barba, capelli e vestiti del protagonista Glago (con l'aiuto dei risultati raggiunti nel campo dell'animazione dei vestiti dagli animatori del film Ratatouille), e la scenografia (ispirata al film Il dottor Živago).

## Trama
Anno 1924. Un soldato russo, Glago, vive isolato in una remota stazione di guardia in Siberia. Le sue giornate scorrono noiose e dedicate solo alle sue mansioni di routine. Una mattina, mentre sbriga le sue faccende, dal cielo scende un'enorme sfera metallica. Glago fugge spaventato, ma poco dopo imparerà a non fidarsi delle apparenze.